# Benet
Benet je francouzská obec v departementu Vendée v Pays de la Loire.